# 팔라비 제국
이란 제국(페르시아어: دولت شاهنشاهی ایران Keshvar-e Shâhanshâhi-ye Irân, 영어: Imperial State of Iran) 또는 팔라비 왕조(페르시아어: دودمان پهلوی, 영어: Pahlavi dynasty)는 1925년 12월 15일부터 1979년 2월 11일까지 이란에 군림했던 마지막 페르시아 제국이었다.

## 역사

### 왕조의 성립
왕조의 개창자인 레자 팔라비가 두각을 나타낸 것은 영국과 소련 세력이 이란의 주권을 침해하는 것을 막을 수 없는 것이 증명된 카자르 제국의 마지막 통치자인 아흐마드 샤 카자르(Ahmad Shah Qajar) 때였다. 1921년 발생한 레자 팔라비의 쿠데타로 아흐마드 샤의 위치는 매우 약해졌고, 그가 프랑스에 있던 1925년 12월 12일에 이란 의회(Majlis)는 아흐마드 샤를 퇴위시켜 카자르 왕조는 붕괴되었다. 그 대신 의회는 레자 팔라비를 페르시아 제국의 새 임금으로 추대했다.
새 왕조를 세운 레자 샤 팔라비(팔레비 1세)는 개혁과 중앙집권화를 추진하였다. 1928년에 외국과의 불평등 조약을 개정하고, 근대국가의 형성을 목표로 서구화를 지향하였다. 그러나 1930년대 중반, 레자 샤 팔라비의 강경한 세속주의 정책은 특히 성직자를 비롯한 일부 계층에게서 불만을 초래하였다. 그러나 중산층과 유산층은 샤의 정책을 지지했다.
1935년 3월 20일부터 지금의 '이란'이라는 국명을 사용하였다. 페르시아라는 이름은 서구 사람들에 의해 사용되어온 명칭이기 때문이다. 레자 샤 팔라비의 뒤를 이은 모하마드 레자 팔라비는 1959년에, '페르시아'와 '이란' 모두 사용가능하다고 밝혔다.

### 제2차 세계대전
팔레비 1세는 영국과 소비에트 연방의 세력싸움에 말려들고 싶지 않아했다. 개발정책을 위해서는 외국 기술자의 도움이 요구되었지만, 샤는 영국-이란 석유회사(Anglo-Iranian Oil Company)를 소유한 영국과 소련의 도움을 받고 싶지 않아했으며 독일, 이탈리아, 프랑스 등의 제3국에서 도움을 받고자 했다. 1939년 아돌프 히틀러가 제2차 세계대전을 일으키며 문제가 생겼다. 독일과 영국이 전쟁상태에 들어가자, 팔레비 1세는 중립을 선언하였다. 그러나 영국은 독일인 기술자들이 스파이라고 주장하며 영국이 소유한 정유공장들에서 사보타주를 일으키려 한다고 했다. 그러나 샤는 영국이 주장한 독일 기술자 송환을 거부했다. 그러나 샤는 끝내 1941년 8월 25일 개시된 영국과 소련의 군사 개입으로 황태자에게 양위하여, 3년 후에 남아프리카 연방의 요하네스버그에서 숨을 거두었다.
1943년 9월 13일, 연합국들은 1946년 3월 2일까지 모든 외국군이 이란에서 철수하기로 합의했다. 그 때, 투데 당(공산당)은 큰 영향력을 이미 가지고 있었는데, 북부 지역을 중심으로 급속히 무장하였다. 이에 제국 정부는 테헤란의 중앙당과 이스파한 지부를 점거하였고, 이란 북부에 주둔하던 소련군은 이란군이 들어오지 못하게 막았다. 1945년 11월, 투데당의 도움 하에 아제르바이잔 인민 정부가 자치를 선언하였다. 이 소련의 괴뢰정권은 1946년 11월에 소멸했다.

### 냉전기
1941년 9월 16일, 부황의 양위로 즉위한 제2대 황제 모하마드 레자 팔라비(팔레비 2세)는 부황이 추진했던 개혁을 계속하고 싶어했다. 그러나 곧, 정부의 움직임을 둘러싸고 샤와 민족주의적인 노(老) 정치가 모하마드 모사데그 사이에 경쟁이 벌어졌다. 1951년, 마질리스(이란 국회)는 79 대 12로 모사데그를 수상으로 지명했다. 그는 곧 영국이 소유한 석유회사를 국유화하였고(아바단 위기), 이는 서방으로부터의 석유 불매에 의한 경제 파탄을 두려워한 샤의 반대에 부딪혔다. 샤는 잠시 해외로 떠났지만, 얼마 뒤인 1953년 8월 영국과 미국이 후원한 쿠데타(아약스 작전)에 의해 귀국하였다. 모사데그는 근왕군에 의해 체포되었다.
샤는 세속주의, 근대화 정책을 밀고 나가, 1963년부터 백색혁명을 시작하여 토지개혁·여성참정권 부여 등의 근대화가 시작되었다. 또한 1971년에는 이란 건국 2500주년 축제를, 1974년에는 테헤란에서 아시안 게임을 열었다.
그러나 백색혁명은 왕권 안정을 위한 국방비 증액과 인플레이션, 생필품 부족 등에 대한 국민의 불만, 이슬람 전통을 중시하는 원리주의 무슬림·민족주의 세력의 반발을 불러 이란 이슬람 혁명의 원인이 되고 말았다.

### 붕괴와 그 유산
1978년부터 발생한 학생 데모는 나중에 호메이니 등의 종교인들까지 가세하여, 그 해에 이슬람 혁명이 번지게 되었다. 끝내 1979년 1월에 샤가 해외로 망명하여 2500년 전통의 군주제는 폐지되고, 이란 이슬람 공화국이 수립되었다. 샤는 신병치료를 위해 이집트, 멕시코, 미국을 전전하였고, 마침내 안와르 사다트 이집트 대통령의 손님으로 머물렀다. 1980년 샤의 타계로 황태자인 레자 시루스 팔라비는 부재중(in absentia)으로서 팔라비 왕조를 계승하였다. 레자 시루스 팔라비 부부와 그 세 딸은 현재 미국 메릴랜드주 포토맥에서 거주하고 있다.

## 정치
입헌 군주제였으며, 의회는 상원(Senate, 페르시아어: کاخ مجلس سنا)이 성립된 1949년 이후 양원제로 운영되었다. 1949년 이전에는 단일 의회였던 하원(Majlis, 페르시아어: مجلس شورای ملی)은 1952년 이전에는 2년 임기제였으나, 이후 4년 임기제로 바뀌었다. 백색혁명의 일환으로 1963년 이후부터는 여성도 선거권과 피선거권을 얻게 되었다.

### 역대 군주
| 이름      | 이름                 | 초상화                | 선대와의 관계               | 생몰년    | 즉위             | 양위            |
| --------- | -------------------- | --------------------- | --------------------------- | --------- | ---------------- | --------------- |
| 역대 황제 |                      |                       |                             |           |                  |                 |
| 1         | 레자 팔라비 1세      |                       | 아바스 알리의 아들          | 1878–1944 | 1925년 12월 15일 | 1941년 9월 16일 |
| 2         | 모하마드 레자 팔라비 | Mohammad Reza Pahlavi | 레자 팔라비 1세의 장남      | 1919–1980 | 1941년 9월 16일  | 1979년 2월 11일 |
| 망명 이후 |                      |                       |                             |           |                  |                 |
| 1         | 모하마드 레자 팔라비 | Mohammad Reza Pahlavi | 레자 팔라비 1세의 장남      | 1919–1980 | 1979년 2월 11일  | 1980년 7월 27일 |
| 2         | 파라 팔라비          | Farah Pahlavi         | 모하마드 레자 팔라비의 부인 | 1938–     | 1980년 7월 27일  | 1981년 7월 27일 |
| 3         | 레자 팔라비 2세      | Reza Pahlavi II       | 모하마드 레자 팔라비의 장남 | 1960–     | 1981년 7월 27일  | 현재            |

### 황족의 칭호
- 샤(Shah) : 황제. "이란의 왕중왕(Shahanshah of Iran)". 1965년부터는 '아리아메르(Aryamehr: 아리아인의 빛)' 칭호도 사용하였다. 경칭은 폐하(His Imperial Majesty).
- 샤바누(Shabanou) : 황후(Shabanou/Empress) 칭호 다음에 이름과 "이란의(of Iran)" 칭호가 붙는다. 경칭은 폐하(Her Imperial Majesty).
- 장남 : 이란의 황태자. 경칭은 전하(His Imperial Highness).
- 차남 이하의 아들 : 왕자(샤푸르(Shahpur)) 칭호 다음에 이름과 성(팔라비)이 붙는다. 경칭은 전하(His Imperial Highness).
- 딸 : 공주(샤도흐트(Shahdokht)) 칭호 다음에 이름과 성(팔라비)이 붙는다. 경칭은 전하(Her Imperial Highness).
- 샤의 외손자녀의 경우, 왕손(남성 Vala Gohar, 여성 Vala Gohari) 칭호 다음에 이름과 성(부친의 성씨)이 붙는다. 경칭은 전하(His Highness/Her Highness). 그러나 미국인 사업가와 첫 결혼한 모하마드 레자 팔라비의 누이 파테메(Fatemeh)의 자녀들은 해당 호칭을 사용하지 않았다.

### 역대 총리대신
- 모하마드 알리 포루기 (1925년~1926년)
- 모스토우피 올-마말렉 (1926년~1927년)
- 메흐디 헤다야트 (1927년~1933년)
- 모하마드 알리 포루기 (1933년~1935년)
- 마흐무드 잠 (1935년~1939년)
- 아흐마드 마틴다프타리 (1939년~1940년)
- 알리 만수르 (1940년~1941년)
- 모하마드 알리 포루기 (1941년~1942년)
- 알리 소헤일리 (1942년)
- 아흐마드 카밤 (1942년~1943년)
- 알리 소헤일리 (1943년~1944년)
- 모하마드 사에드 (1944년)
- 모르테자콜리 바야트 (1944년~1945년)
- 에브라힘 하키미 (1945년)
- 모흐센 사드르 (1945년)
- 에브라힘 하키미 (1945년~1946년)
- 아흐마드 카밤 (1946년~1947년)
- 모하마드 레자 헤크마트 (1947년)
- 에브라힘 하키미 (1947년~1948년)
- 압돌호세인 하지르 (1948년)
- 모하마드 사에드 (1948년~1950년)
- 알리 만수르 (1950년)
- 알리 라즈마라 (1950년~1951년(암살))
- 호세인 알라 (1951년)
- 모하마드 모사데그 (1951년~1952년)
- 아흐마드 카밤 (1952년)
- 모하마드 모사데그 (1952년~1953년(축출))
- 파즐롤라 자헤디 (1953년~1955년)
- 호세인 알라 (1955년~1957년)
- 마누셰르 에그발 (1957년~1960년)
- 자파르 샤리프에마미 (1960년~1961년)
- 알리 아미니 (1961년~1962년)
- 아사돌라 알람 (1962년~1964년)
- 하산 알리 만수르 (1964년~1965년(암살))
- 아미르아바스 호베이다 (1965년~1977년)
- 잠시드 아무제가르 (1977년~1978년)
- 자파르 샤리프에마미 (1978년)
- 골람 레자 아자리 (1978년~1979년)
- 샤푸르 바크티아르 (1979년)

## 연표
- 1921년 - 레자 칸의 집권. 1923년에 내각총리대신이 됨.
- 1925년 - 레자 칸이 카자르 제국을 무너뜨리고 즉위해 새 왕조를 창건. 레자 칸은 레자 샤 팔라비가 됨.
- 1935년 - 국호를 페르시아에서 이란으로 바꿈.
- 1941년 - 연합국(영국과 소련)의 침공으로 레자 샤 팔라비가 퇴위. 황태자인 모하메드 레자 샤 팔라비가 즉위.
- 1951년~1954년 - 아바단 위기, 영국과의 관계가 악화.
- 1963년 - 백색혁명이 시작되다.
- 1965년 - 하산 알리 만수르 수상이 암살되다.
- 1971년 - 10월에 이란 건국 2500주년 축제를 거행.
- 1974년 - 아시안 게임을 개최.
- 1979년 - 이란 혁명이 일어나 황제가 이집트로 망명. 이란 이슬람 공화국이 성립.

## 같이 보기
- 이란의 역사